# Zatju
Zatju és el nom donat pels antics egipcis a un poble que va formar un petit estat a Núbia, a la part entre la primera i la segona cascada del Nil. El seu nom significa 'terra dels arcs' i es refereix a la perícia dels nubians en l'ús de l'arc.